# Nůž

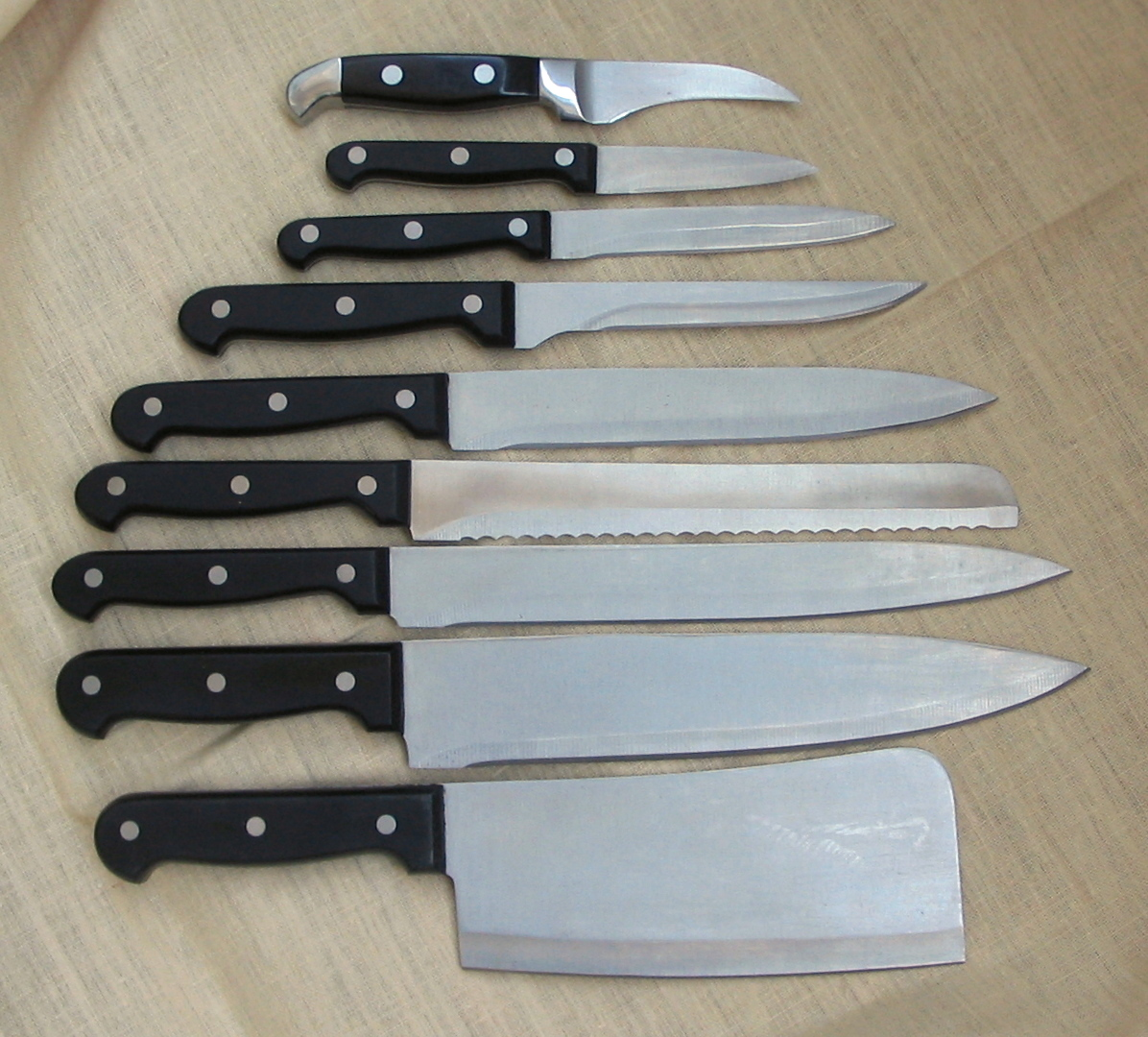
Různé druhy nožů

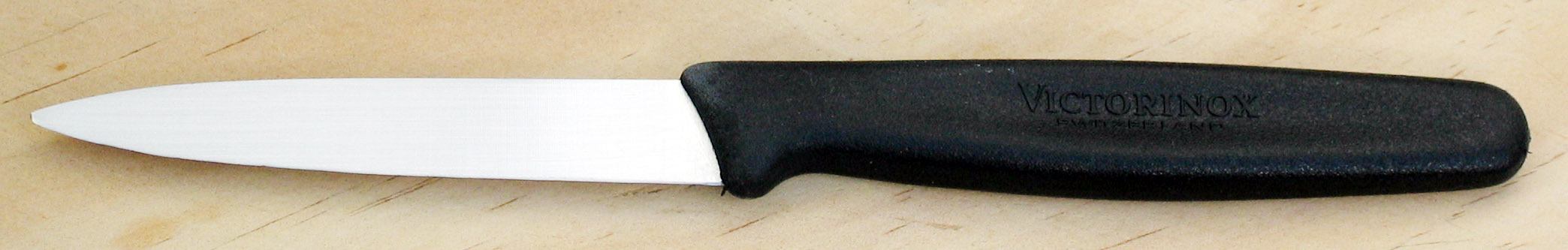
Obyčejný kuchyňský nůž

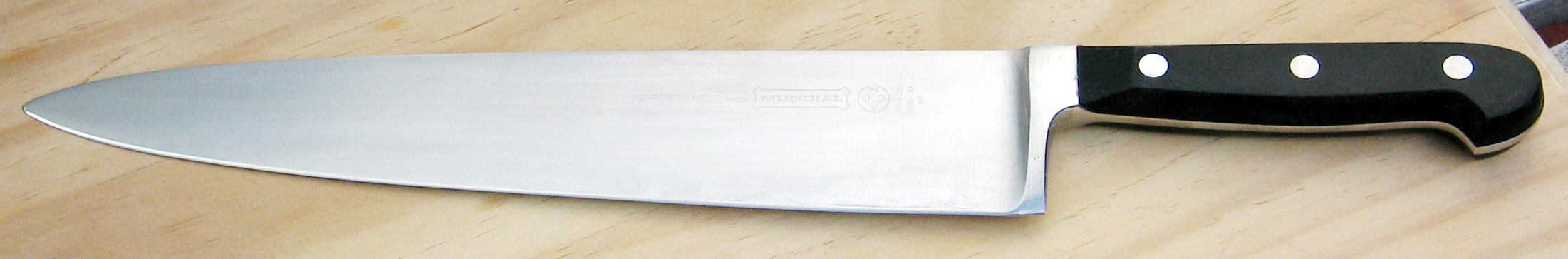
Kuchyňský nůž

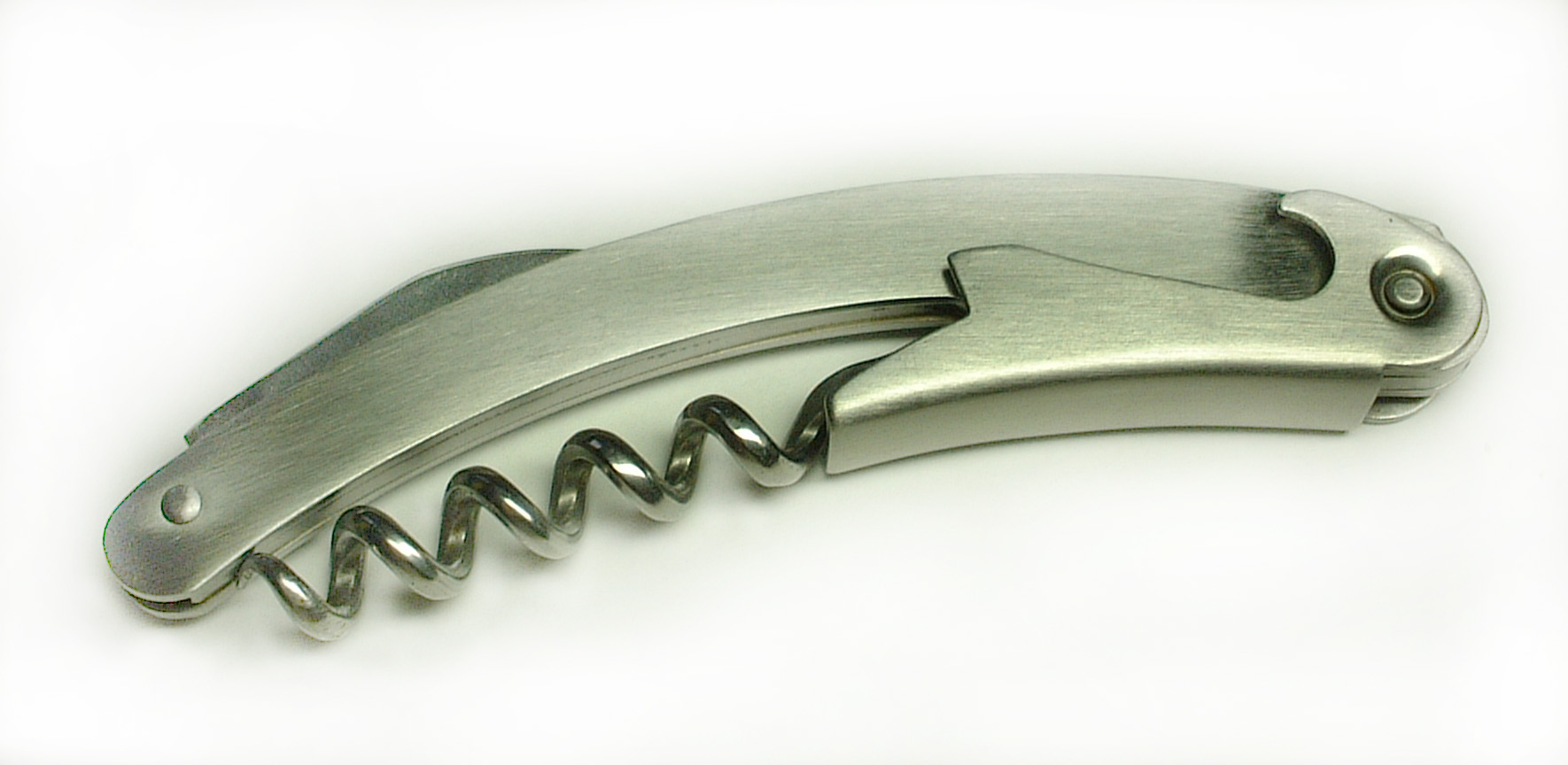
Páková vývrtka kombinovaná s nožíkem

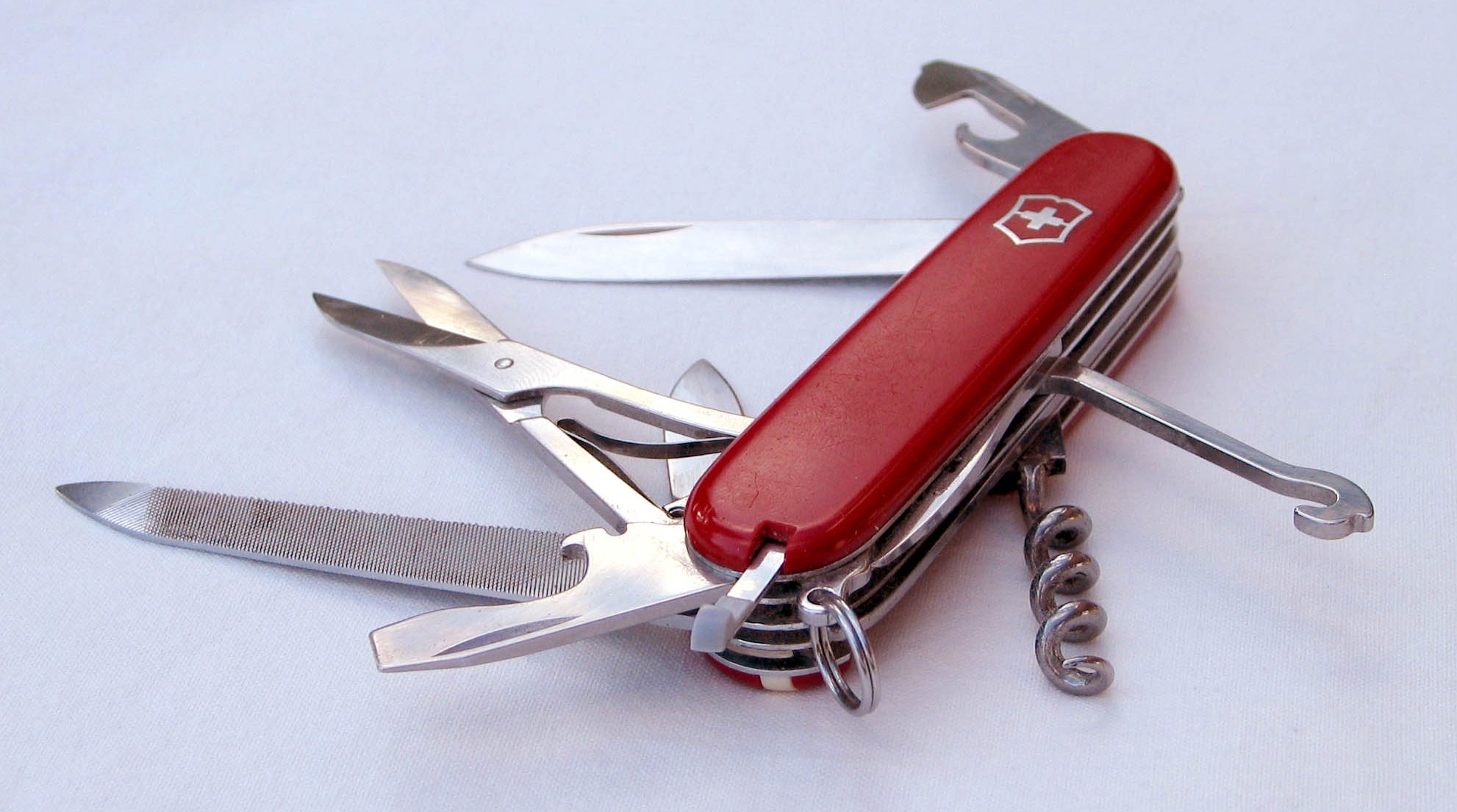
Otevřený multifunkční švýcarský nůž (Victorinox Mountaineer)

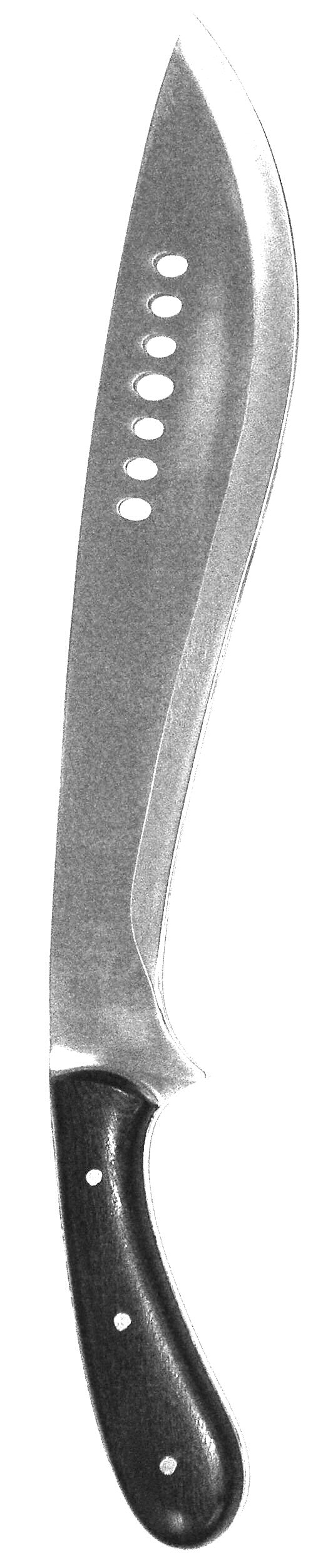
Mačeta tvarově vycházející z nože kukri

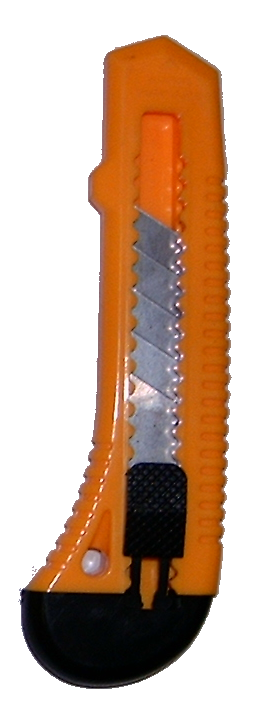
Pracovní nůž

Nůž (hovorově také označovaný slovem kudla) je jeden z nejběžněji denně používaných nástrojů. Skládá se z podlouhlé, obvykle ocelové čepele připojené k rukojeti. Slouží především k oddělování – řezání a krájení, ale také k mazání různých nátěrek (např. másla) na pečivo. Bojové nože pak také k bodání.

## Popis
Základní pravidlo: čím tvrdší ocel, tím hůře jde nůž naostřit, čepel je křehčí, ale tím delší je trvanlivost ostří. Podle normy má být tvrdost kvalitních kuchyňských nožů 52 až 56 HRC. Japonské nože z damascénské oceli mívají přes 60 HRC (pokud v nabídkovém katalogu najdeme nůž z diamantové oceli nebo atomové oceli, jedná se o reklamní výmysl, i nejtvrdší zakalená ocel se neblíží tvrdosti diamantu). Moderní nožířské oceli dosahují tvrdosti i kolem 64 až 68 HRC (kupříkladu ocel ZDP-189). Nicméně je třeba vzít na vědomí že tvrdost sama o sobě nevypovídá například o pevnosti nebo schopnosti nože udržet ostří. Například kovaný nůž o stejné tvrdosti bude velmi pravděpodobně držet ostří mnohem lépe než nůž nekovaný.
Principem nože je usměrnění síly na nepatrnou plochu ostří. Tam může nůž působit velkým tlakem.

## Druhy
- kuchyňský nůž
- lovecký nůž
- příborový nůž neboli jídelní nůž
- útočný nůž respektive bojový nůž
- vrhací nůž čepel a rukojeť stejně dlouhá a stejně těžká (vyváženost)
- zavírací nůž respektive švýcarský nůž
- kudla rybička neboli dětský nůž
- zahradnické nože – roubovací nůž, očkovací nůž, žabka (křivák)
- břitva neboli holičský nůž (ocel, zakalená na maximální tvrdost, i za cenu křehkosti, ostří se může snadno vyštípnout).
- multifunkční nůž
- keramický nůž – nůž s keramickou čepelí různého užití (nejčastěji jako kuchyňský nůž nebo nůž na ovoce)

### Speciální nástroje
Mimo tyto typy existují také nástroje, pro které se, vzhledem k jejich funkci používá také označení nůž nebo kudla a jsou většinou součástí nějakého strojního zařízení:
- hoblovací nůž
  - – nůž pro hoblování kovů na hoblovce
  - – nůž do hoblovacího válce protahovačky nebo srovnávačky na dřevo
- soustružnický nůž
- frézovací nůž
  - – nůž do frézovací hlavy na frézování kovů
  - – silniční frézovací nůž do silniční frézy
- – nůž do nůžek
  - – tabulových
  - – kotoučových
- tabákový nůž – do řezačky na cigaretový tabák
- kombajnový nůž – do důlních kombajnů

Tyto nože se vyrábějí v mnoha rozměrech a provedeních a z různých materiálů, například z tvrdokovu nebo HSS.
Kutilové i řemeslníci často používají další druh – zalamovací nůž.

### Příbor
Jídelní nůž je součástí příboru, který se skládá ze lžíce, vidličky a jídelního nože. Slouží pak k úpravě pokrmu na menší kousky.

## Poznámka
V běžné hovorové mluvě bývá jakožto nůž, často ale z odborného hlediska nesprávně, označována prakticky každá strojní část či pracovní nástroj (a to u všech jiných nástrojů či strojů nejrůznějších účelů, typů, velikosti či povedení), která slouží primárně k řezání, krájení nebo i k sekání jakéhokoliv materiálu a to ve všech oborech lidské činnosti (např. za speciální typ nože bývá také považován speciální lékařský nástroj zvaný skalpel apod.). Slovo nůž je v těchto případech pojímáno jako obecný technický termín.

## Historie
Nejstarší nože jsou známy od epochy paleolitu. První nože byly kamenné (nejčastěji pazourkové) úlomky, které získaly později mandlovitý tvar. Pak se k nožům začaly přidávat dřevěné a kostěné rukojeti. Obsidián dovoloval získávat velice ostré nože docela složitého tvaru. Také se na výrobu nožů používala kost. Cca před 5 tisíci lety se člověk naučil získávat a obrábět kovy, při výrobě nožů se začaly používat měď a bronz. Na teritoriu Jižní Ameriky se nože vyráběly také ze zlata.
Během doby železné začal ocelový nůž pomalu vytlačovat nože bronzové. S příchodem průmyslové revoluce ruční výrobu nožů nahradila sériová výroba. Hlavním kritériem staly snížení ceny a jednoduchost výroby. Začíná rozkvět zavíracích nožů. Velice rychle ke starým sídlům výroby se postupně přidávají další: Sheffield v Anglii, Solingen v Německu, Eskilstuna ve Švédsku, Zlatoust v Rusku atd.
U ocelových nožů tenkrát nebyla požadovaná tvrdost 56 HRC problémem, byly levné, ale mohly rezavět. Podle dnešních hygienických předpisů EU smí být nože jen z nerezové oceli. Výroba kvalitní kalitelné nerezové oceli je mnohem dražší, proto jsou i tyto nože dražší.

## Bojové nože
Tak jako je tomu u mnoha jiných lidských nástrojů (sekera, kosa, kladivo, lopata) lze nůž použít také coby zbraň. V mnoha armádách světa bývají současní pěší bojovníci kromě pušky, pistole či samopalu vyzbrojeni také bojovým nožem. Bojový nůž vojákovi v poli slouží nejen pro krájení a řezání běžných předmětů, ale také coby nouzový bojový prostředek v případě kdy dojde na boj muže proti muži (často z důvodů, že došla munice) a je nutno bojovat primitivními manuálními technikami – obvykle útočným bojovým nožem či polní lopatkou.
Z těchto důvodů bývají bojové nože pro vojáky v poli uzpůsobeny tak, že je lze uložit jak do pouzdra za pasem, tedy do pochvy zavěšené na vojákově opasku, tak i rychle připevnit na hlaveň pušky či samopalu, kde útočný nůž funguje ve funkci bodáku (má tedy kombinovanou funkci). Též nazýván bajonet.
Speciální nože určené pro diverzní jednotky mohou mít i podobu vyskakovacího nože na pero apod.

## Pouzdro na nůž
Pouzdro na nůž je obvyklý doplněk nožů, které nosíme ven do přírody, na výlety, prostě do terénu. Bývají jimi vybaveny vojenské nože, lovecké nože, ale svoje pouzdra mohou mít i nože kapesní či nože skládací. Velké pouzdro na nůž, obvykle zavěšované na opasek (nebo jiné výstrojní řemeny) se nazývá pochva.